# Opisthoxia hybridata
Opisthoxia hybridata là một loài bướm đêm trong họ Geometridae.